# Sho (Belo)
Pour les articles homonymes, voir Sho.
Sho est une localité du Cameroun, située dans l'arrondissement de Belo, le département du Boyo et la région du Nord-Ouest. C'est l’un des 29 villages de la commune de Belo créée en 1993 (Belo Rural Council, à l'origine).

## Géographie
L'arrondissement de Belo est situé dans une zone montagneuse de hauts-plateaux, à une altitude de près de 1 300 m. On y observe des pyroclastes et parfois des glissements de terrain, liés aux précipitations et à l'activité humaine. En septembre 1997, le village de Sho a ainsi connu d'importants dégâts matériels et déploré deux victimes.

## Démographie
Lors du recensement de 2005, on a dénombré 933 habitants à Sho.

## Économie
Sur ces terres propices à la caféiculture, des villageois de Sho se sont constitués en CoE (Circle of Excellence), en collaboration avec la société The Coffee Quest et des torréfacteurs européens. Le village accueille une micro-station de lavage et des tables de séchage.

## Éducation
Sho est doté d'un établissement scolaire technique de premier cycle (CETIC), anglophone.